# Gino Mommers
Gino Mommers (Tilburg, 9 mei 1988) is een  Nederlands voormalig profvoetballer.
Mommers die uitkwam als keeper speelde in de jeugd bij VV ZIGO, Willem II en RKC Waalwijk voor hij tussen 2001 en 2008 in de jeugd bij PSV speelde. Hij ging van Jong PSV naar het Belgische KVSK United waar hij debuteerde. De 1,91 m lange doelman speelde vier wedstrijden voor KVSK in de Tweede Klasse. In het seizoen 2009/10 was hij tweede doelman bij RBC Roosendaal en in het seizoen 2010/11 vervulde hij die rol bij NAC Breda. Zijn profloopbaan kwam in 2011 ten einde en speelde vervolgens nog voor V.V. IJsselmeervogels en Kozakken Boys.